# 菅生 (川崎市)
菅生（すがお）は、神奈川県川崎市宮前区の町名。現行行政地名は菅生1丁目から菅生6丁目、住居表示実施済区域。面積は1.454km2。

## 地理
宮前区の北部に位置し、神奈川県道13号横浜生田線が域内を貫通している。一帯は住宅地となっているほか、聖マリアンナ医科大学と、地域医療の拠点ともなっているその付属病院も所在している。宅地開発により、一部では地図混乱地域が発生した。
菅生の北端では菅生ケ丘・初山や多摩区の長沢・三田・枡形と、東端から南東にかけて犬蔵と、南西端では水沢、南端には美しが丘（横浜市）と接している（特記のない町名は宮前区）。

### 地価
住宅地の地価は、2025年（令和7年）1月1日の公示地価によれば、菅生3-39-4の地点で18万2000円/m²、菅生5-7-12の地点で19万円/m²となっている。

## 歴史
この地からは縄文時代前期の菅生カネヅカ遺跡が発掘されている。「菅生」という語は鎌倉初期の文献に、「菅生郷」として登場しており、この当時は国衙領であったと考えられている。1559年（永禄2年）の小田原衆所領役帳には、小机衆高田玄蕃助が「三十貫文 小机 菅生内」、同人の寄子分として「三十貫文 同 菅生内」と記載されており、この当時には「上菅生」と「下菅生」に分かれていなかったことがうかがえる。
江戸時代初期には上菅生村と下菅生村に分かれたとされており、正保期の「武蔵田園簿」には「下菅生村」の文字が見える。また、「蔵敷」と呼ばれた一部は、それ以外の「本村」と領主が違い、『新編武蔵風土記稿』にも「おのづから別に一村のごとし」と記録されている。山沿いは天水、平地では湧き水を使うなど水利が悪く、農民は副業として炭焼きや「菅生笊」として知られる笊作りなどを行っていた。
明治維新以降も農村であったが、戦時中には陸軍が土地を確保し、それが解放された後には宅地開発の波が押し寄せ、農地はほとんどが宅地へと姿を変えていった。

### 地名の由来
文字通り「菅が生えていた土地」と捉える見方もあるが、小さい谷が続く土地の意味とする解釈もある。

### 沿革
- 江戸時代初期 - 上菅生村と下菅生村に分かれる（上菅生村は後に生田村となった）。
- 正保期 - 「下菅生村」の記録が残る。
- 1874年（明治7年） - 大区小区制により、当地は第5大区第6小区に属する。
- 1875年（明治8年） - 下菅生村が天真寺新田と合併し、菅生村となる。
- 1889年（明治22年） - 町村制施行にあわせ、菅生村など4村が合併して向丘村が成立。当地は向丘村大字菅生となる。
- 1910年（明治43年） - 村内の神社を菅生神社に合祀する[10]。
- 1938年（昭和13年） - 向丘村が川崎市に編入される。当地は川崎市菅生となる。
- 1941年（昭和16年） - 軍用地として一部が買収される。
- 1951年（昭和26年） - 軍用地が解放され、大字向ケ丘となる。
- 1971年（昭和46年） - 東洋医科大学（現聖マリアンナ医科大学）が開設される。
- 1972年（昭和47年） - 川崎市が政令指定都市に移行。当地は高津区菅生となる。
- 1982年（昭和57年） - 高津区から宮前区が分区され、当地は宮前区に属する。
- 1986年（昭和61年） - 向ケ丘と合わせて一部で住居表示が実施され、菅生一丁目～六丁目、初山一丁目・二丁目、犬蔵一丁目～三丁目が成立。
- 1988年（昭和63年） - 一部で住居表示が実施され、水沢一丁目～三丁目・潮見台が成立。
- 1989年（平成元年） - 菅生の未施行地域全域で住居表示が実施され、菅生ケ丘が成立する。

### 町域の新旧対照
菅生が住居表示を施行する前の字は、以下のようになっていた。
| 現町丁    | 住居表示施行前の字                                         |
| --------- | ---------------------------------------------------------- |
| 菅生1丁目 | 菅生字滝沢、菅生字中村、菅生字柳町、菅生字長沢の各一部     |
| 菅生2丁目 | 菅生字柳町、菅生字長沢、菅生字鷲ケ峯、菅生字水沢の各一部   |
| 菅生3丁目 | 菅生字柳町、菅生字鷲ケ峯、菅生字水沢の各一部               |
| 菅生4丁目 | 菅生字中村、菅生字柳町、菅生字水沢、向ケ丘字南菅生の各一部 |
| 菅生5丁目 | 菅生字初山、菅生字中村の各一部                             |
| 菅生6丁目 | 菅生字中村、向ケ丘字菅生、向ケ丘字南菅生の各一部           |

## 世帯数と人口
2025年（令和7年）6月30日現在（川崎市発表）の世帯数と人口は以下の通りである。
| 丁目      | 世帯数    | 人口     |
| --------- | --------- | -------- |
| 菅生1丁目 | 851世帯   | 1,934人  |
| 菅生2丁目 | 1,305世帯 | 2,620人  |
| 菅生3丁目 | 1,364世帯 | 2,789人  |
| 菅生4丁目 | 584世帯   | 1,224人  |
| 菅生5丁目 | 908世帯   | 1,810人  |
| 菅生6丁目 | 888世帯   | 1,932人  |
| 計        | 5,925世帯 | 12,313人 |

### 人口の変遷
国勢調査による人口の推移。
| 年                 | 人口   |
| ------------------ | ------ |
| 1995年（平成7年）  | 10,956 |
| 2000年（平成12年） | 11,474 |
| 2005年（平成17年） | 12,232 |
| 2010年（平成22年） | 12,591 |
| 2015年（平成27年） | 12,601 |
| 2020年（令和2年）  | 12,675 |

### 世帯数の変遷
国勢調査による世帯数の推移。
| 年                 | 世帯数 |
| ------------------ | ------ |
| 1995年（平成7年）  | 3,976  |
| 2000年（平成12年） | 4,444  |
| 2005年（平成17年） | 4,904  |
| 2010年（平成22年） | 5,337  |
| 2015年（平成27年） | 5,420  |
| 2020年（令和2年）  | 5,578  |

## 学区
市立小・中学校に通う場合、学区は以下の通りとなる（2022年4月時点）。
| 丁目      | 番・番地等                                 | 小学校             | 中学校             |
| --------- | ------------------------------------------ | ------------------ | ------------------ |
| 菅生1丁目 | 全域                                       | 川崎市立菅生小学校 | 川崎市立菅生中学校 |
| 菅生2丁目 | 1～15番 17～32番                           | 川崎市立菅生小学校 | 川崎市立菅生中学校 |
| 菅生2丁目 | 16番                                       | 川崎市立稗原小学校 | 川崎市立菅生中学校 |
| 菅生3丁目 | 1番19号～2番 3番22号～最終号 4番20号～53番 | 川崎市立稗原小学校 | 川崎市立菅生中学校 |
| 菅生3丁目 | 1番1～18号 3番1～21号 4番1～19号           | 川崎市立菅生小学校 | 川崎市立菅生中学校 |
| 菅生4丁目 | 1～5番 7～12番                             | 川崎市立菅生小学校 | 川崎市立菅生中学校 |
| 菅生4丁目 | 6番 13～17番                               | 川崎市立稗原小学校 | 川崎市立菅生中学校 |
| 菅生5丁目 | 1～22番 23番30号～最終号                   | 川崎市立菅生小学校 | 川崎市立菅生中学校 |
| 菅生5丁目 | 23番1～29号                                | 川崎市立犬蔵小学校 | 川崎市立犬蔵中学校 |
| 菅生6丁目 | 1～32番 35番34～40号 36番21～23号 37番     | 川崎市立犬蔵小学校 | 川崎市立犬蔵中学校 |
| 菅生6丁目 | 33〜34番 35番11～18号 36番39～43号         | 川崎市立菅生小学校 | 川崎市立菅生中学校 |

## 事業所
2021年（令和3年）現在の経済センサス調査による事業所数と従業員数は以下の通りである。
| 丁目      | 事業所数  | 従業員数 |
| --------- | --------- | -------- |
| 菅生1丁目 | 44事業所  | 621人    |
| 菅生2丁目 | 88事業所  | 5,039人  |
| 菅生3丁目 | 63事業所  | 359人    |
| 菅生4丁目 | 30事業所  | 364人    |
| 菅生5丁目 | 32事業所  | 299人    |
| 菅生6丁目 | 27事業所  | 81人     |
| 計        | 284事業所 | 6,763人  |

### 事業者数の変遷
経済センサスによる事業所数の推移。
| 年                 | 事業者数 |
| ------------------ | -------- |
| 2016年（平成28年） | 258      |
| 2021年（令和3年）  | 284      |

### 従業員数の変遷
経済センサスによる従業員数の推移。
| 年                 | 従業員数 |
| ------------------ | -------- |
| 2016年（平成28年） | 6,034    |
| 2021年（令和3年）  | 6,763    |

## 交通

### 鉄道
当地を通る鉄道の計画として川崎縦貫高速鉄道があり、当地には蔵敷駅・医大前駅の2駅が設置される計画となっていたが、中止となった。

### バス
当地が鉄道の駅から離れていること、また聖マリアンナ医大病院があることもあって、小田急線の向ヶ丘遊園駅・生田駅・新百合ヶ丘駅、登戸駅、東急田園都市線の溝の口駅・宮前平駅・鷺沼駅・あざみ野駅とを結ぶバスが小田急バスと川崎市交通局によって運行されている。さらに鷺沼駅発着の系統では、この2社局に加えて東急バスが運行する便も存在する。
また、蔵敷交差点から南側は田園都市線のたまプラーザ駅、北側は小田急線に出る人が多い。

### 道路
- 神奈川県道13号横浜生田線
- 尻手黒川道路

## 施設

### 公共施設
- 宮前市民館菅生分館
- 川崎市消防局宮前消防署菅生出張所
- 宮前警察署 蔵敷交番

### その他
- 川崎菅生郵便局
- JAセレサ川崎菅生支店
- 聖マリアンナ医科大学・病院
- 川崎市立菅生小学校
- 川崎市立菅生中学校

## その他

### 日本郵便
- 郵便番号 : 216-0015[3]（集配局 : 宮前郵便局[27]）

### 警察
町内の警察の管轄区域は以下の通りである。
| 丁目      | 番・番地等 | 警察署     | 交番・駐在所 |
| --------- | ---------- | ---------- | ------------ |
| 菅生1丁目 | 全域       | 宮前警察署 | 蔵敷交番     |
| 菅生2丁目 | 全域       | 宮前警察署 | 蔵敷交番     |
| 菅生3丁目 | 全域       | 宮前警察署 | 蔵敷交番     |
| 菅生4丁目 | 全域       | 宮前警察署 | 蔵敷交番     |
| 菅生5丁目 | 全域       | 宮前警察署 | 蔵敷交番     |
| 菅生6丁目 | 全域       | 宮前警察署 | 蔵敷交番     |